# گلال (پاوه)
گلال، روستایی از توابع بخش مرکزی شهرستان پاوه در استان کرمانشاه ایران است.

## جمعیت
براساس سرشماری مرکز آمار ایران در سال ۱۳۹۵، جمعیت آن ۱۳۵۰ نفر بوده‌است.